# Dyzack
Dyzack, artiestennaam van Erik Hofland (Den Haag, 12 februari 1974), is een Nederlandse singer-songwriter, multi-instrumentalist, componist en producer van muziek voor theater en film. 

## Carrière

### Achtergrond
Hofland krijgt in zijn jonge jaren klassiek gitaarles (flamenco) maar besluit zijn muzikale ontwikkeling halverwege zijn tienerjaren over een andere boeg te gooien met (slide)gitaar en mondharmonica. In 1991 neemt hij deel aan een voorronde van de Grote Prijs van Nederland, waar zijn talent nog niet wordt onderkend. Diverse optredens voor klein publiek volgen, maar een doorbraak blijft uit. Als fietskoerier en in een Haags café verdient hij de kost. In 1997 nodigt het Nationaal Pop Instituut hem uit om drie songs te leveren voor de cd Characters, een staalkaart van het werk van Nederlandse singer-songwriters zonder platencontract. Met optredens onder de zelfbedachte, Pools klinkende naam Dyzack - voorzichtig verwijzend naar de Poolse roots van de biologische vader van zijn moeder - op onder andere Crossing Border (1997, 1998), Noorderslag (1998, 1999) en Lowlands (1999) maakt Dyzack furore als eenmansband. Met zijn ritmisch-percussieve en vingervlugge (slide-)gitaarspel creëert hij, gebruikmakend van flageoletten, mondharmonica, geluidseffecten en licht getergde vocalen, een geheel eigen muzikaal universum. “Naast uitvinder wilde ik altijd zwerver worden. Tegenwoordig zwerf ik rond in de muziekwereld die ik zelf heb uitgevonden." 

### The Rat Dance Refizz, Neurotic Jackpot
In 1999 verschijnt het debuutalbum The Rat Dance Refizz (Polydor), dat unaniem lovend wordt ontvangen. Begin 2000 ontvangt hij de Zilveren Harp 1999. Diverse optredens op (showcase)festivals in de Verenigde Staten volgen (New York, Memphis, Austin) maar het lukt niet om ook internationaal door te breken. Het tweede album Neurotic Jackpot (Polydor/Universal, 2000) slaat niet zo goed aan als het debuut en na een tournee met Anouk geeft Polydor aan niet verder te willen met de Haagse singer-songwriter. Die legt zich in de jaren erna vooral toe op het componeren van instrumentale muziek in opdracht en voor theater. Zo verzorgt hij de soundtrack van de korte film The Room van Rutger Hauer en Erik van Lieshout.

### Somewhere There’s a Monkey Laughing, Una Suna?
Pas in 2005 verschijnt een nieuw Dyzack-album, Somewhere There’s a Monkey Laughing, op zijn eigen label To Tangle Tunes Records. Ook dit album, meer intiem en bluesy dan de eerdere twee, bereikt geen groter publiek. Maar dat is ook niet wat de eigenzinnige muzikale kunstenaar nastreeft: "Nee joh, ik wist al meteen dat ik hier nooit een hit zou gaan scoren." En: “Soms zie ik mensen mijn plaat kopen, en roep ik ze bijna toe: doe het niet, je vindt er vast niets aan!” 
Vanaf 2005 legt Hofland zich meer en meer toe op het componeren en het live ten gehore brengen van muziek voor theatervoorstellingen, hoewel hij af en toe ook nog als Dyzack optreedt. De soundtrack van de voorstelling Groenland van theatergezelschap Vis à Vis wordt in 2010 via diverse streamingdiensten en in beperkte oplage op cd uitgebracht als Una Suna? (‘Wat is dit?’ in de taal van de Groenlandse Inuit).

### this mangy soul, The Still Joy, The Loud Joy
In 2011 verschijnt, opnieuw op zijn eigen label, het soloalbum this mangy soul. Het album gaat over de zelfmoord van zijn (biologische) vader – Hofland was 14 jaar oud toen dit gebeurde. "Het is niet zo dat ik mijn verlies verwerk. ... Maar ik droom regelmatig dat hij nog leeft. Als ik dan met hem wil praten, zegt een dokter: ‘Hij is een beetje raar, laat hem maar met rust.’ Hij zwerft rond als een soort van ziel waar iets niet aan klopt. Alsof ik telkens opnieuw moet beseffen: hij is er echt niet meer."  Voor de openingstrack ‘Without blue’ vervaardigt hij al ‘beeldsamplend’ en monterend een videoclip. Dyzack staat in dat jaar weer op Crossing Border en in 2012 verzorgt hij het voorprogramma tijdens de tour van Blaudzun, terwijl hij ook nog altijd in een café werkt om aan de kost te komen.
Op zijn Bandcamp-pagina kondigt Dyzack in september 2013 de release aan van een album dat de titel ‘Utterjoy’ moet gaan krijgen en in januari 2014 zal verschijnen. Omdat hij zelf niet zo lang zegt te kunnen wachten, geeft hij alvast drie (voorlopige) tracks als gratis download weg. Mogelijk omdat hij zich in dezelfde periode weer toelegt op componeren en produceren in opdracht, verschijnt er begin 2014 geen nieuw album. Wel componeert en produceert Hofland voor wereldvoetbalorganisatie FIFA muziekclips van 30 seconden voor haar ‘Elements’-tv-campagne. De bijbehorende reclamespots worden wereldwijd vertoond tijdens het wereldkampioenschap voetbal 2014. In november 2014 lost Dyzack dan toch de eerdere belofte in. Kort na elkaar verschijnen in plaats van ‘Utterjoy’ twee EP’s, The Still Joy en The Loud Joy, elk met vijf tracks. Net als op Una Suna? zijn er lange instrumentale passages te horen waarin de flamencogitaarstijl uit Hoflands jeugd, hoewel gespeeld op de twaalfsnarige gitaar met stalen in plaats van nylon snaren, nadrukkelijk doorklinkt.

### Muziek voor theater, film en dans, The Jetkuboj Trap, de Zamazingo
Van 2015 tot 2019 werkt Hofland als componist en (live) muzikant weer mee aan theatervoorstellingen van toneelgroep Vis à Vis, familie-jeugdtheatergroep Meneer Monster, de dansvoorstelling OFFline en twee documentaires. Daarnaast treedt hij incidenteel op als soloartiest. Begin 2020 kondigt hij aan voortaan elke maand een single uit te gaan brengen onder de verzamelnaam ''The Jetkuboj Trap''. Sindsdien verschijnen dertien songs (negen in 2020, twee in de zomer van 2021 en twee in 2024). De eerste single in 2024, "You've Got It Right", is gebaseerd op een van de FIFA-tracks uit 2014). Nieuw zijn de muzikale invloeden uit het Midden-Oosten en ritmetracks uit de elektronische muziek.
Op Goede Vrijdag 2021 speelt hij tijdens de coronapandemie in een lege zaal in het Haagse Paard bij het ‘streaming festival’ Beste Vrijdag op een zelfgebouwd multi-instrument dat hij afwisselend als de Zamazingo en the dyzack machine aanduidt.
Zomer 2024 verzorgt hij wederom de muziek in de reprise van de theatershow Silo 8 van Vis à Vis in Almere.

## Discografie

### Singer-songwriter
Albums
- The Rat Dance Refizz  (Polydor, 1999)
- Neurotic Jackpot  (Polydor/Universal, 2000)
- Somewhere There’s a Monkey Laughing (Munich/To Tangle Tunes Records, 2005)
- Una Suna? (To Tangle Tunes Records, 2010)
- this mangy soul (To Tangle Tunes Records, 2011)[13]

EP's
- The Still Joy (To Tangle Tunes Records, 2014)
- The Loud Joy (To Tangle Tunes Records, 2014)[14]

Singles
- Haunt (1999)
- Last Swing on a Diamond Rope (1999/remastered 2020)
- Neurotic Jackpot (2000)
- The Ollee Wollee Man (2000)
- Sweet Hisses (2005)

Singles ('The Jetkuboj Trap'; To Tangle Tunes Records)
- Bravo Bandit! (2020)
- Lucid Locust (2020)
- Steady as I'm Waiting (2020)
- Tidal Taboo (2020)
- Wake up Pretty! (2020)
- Embrace (2020)
- ?_? (2020)
- Ooh Kaj Aah (2020)
- Habūb O (2020)
- Cold Dynamite (2021)
- Tumbledown Blood (2021)
- You've Got It Right (2024)
- Down the Love (2024)[14]

### Filmmuziek
- The Room, 2000 (korte film)
- FIFA 2014 'Elements' Campaign, 2014 (3 stop-motion animation movies)
- Women with a Mission – Jalou, 2016  (documentaire)
- Fighting For Life, 2018 (documentaire)[1]

### Muziek voor theater en dans
- KOOiBOYS (theater, Vis à Vis, 2005)
- Fruits de Mer (theater, Vis à Vis, 2006)
- Groenland (theater, Vis à Vis, 2007)
- Daklozen on Ice (theater, Vis à Vis/Ro Theater, 2008)
- Silo 8 (theater, Vis à Vis, 2010-2011 en 2024)
- OFFline (dans, OFFprojects, 2014)
- Fantastische Meneer Vos (theater, Meneer Monster, 2015)
- Mare (theater, Vis à Vis, 2017-2018)
- Antarctica (theater, Vis à Vis, 2018)
- Rovers (theater, Meneer Monster, 2019)[1]